# Singer Vehicle Design

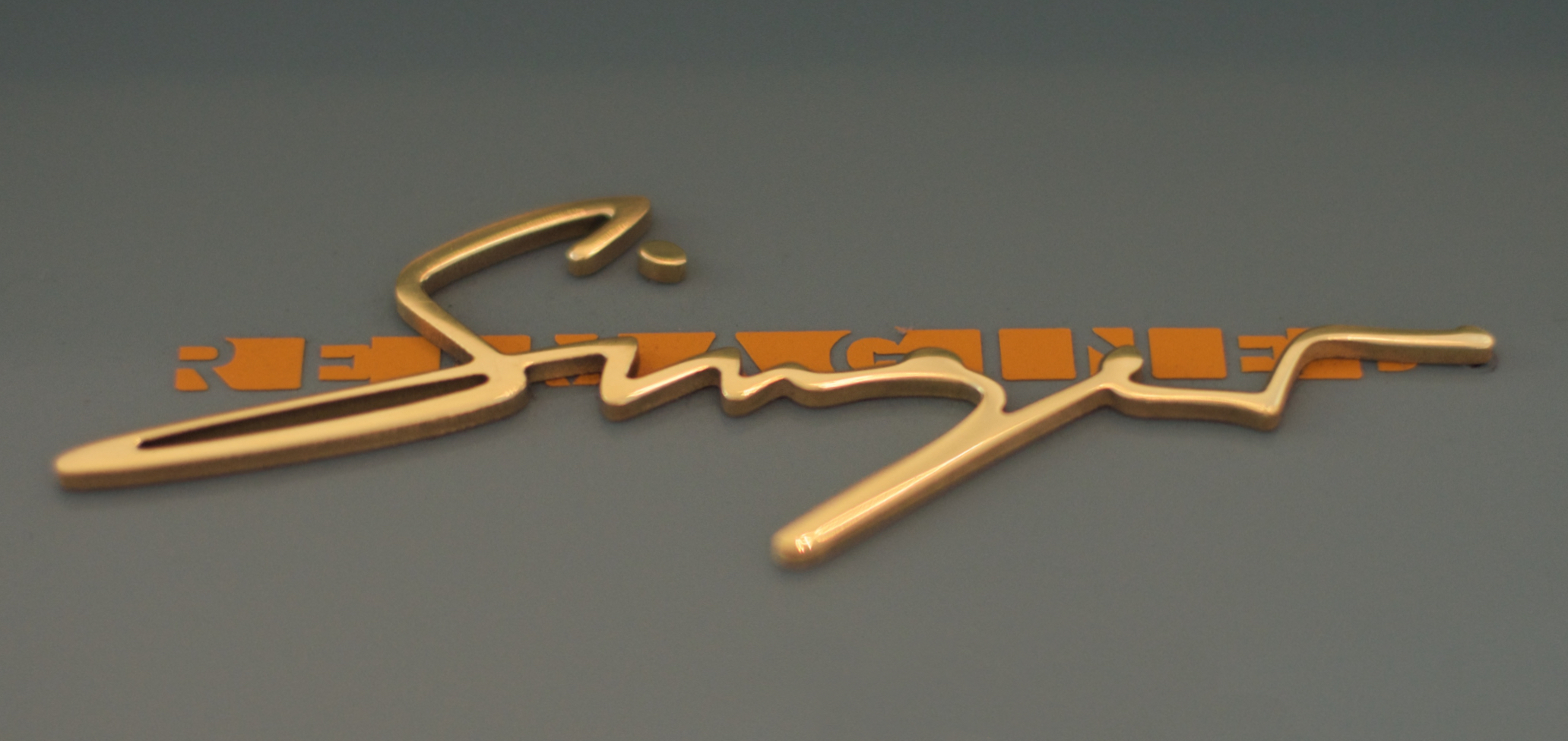
Singer-Reimagined-Logo

Singer Vehicle Design ist ein US-amerikanisches Unternehmen, das sich auf die Restaurierung und Modifizierung von Porsche-911-Modellen spezialisiert hat. Es wurde 2009 von dem Briten Rob Dickinson gegründet, der auch als ehemaliger Frontmann und Gitarrist der englischen Rockband Catherine Wheel bekannt wurde. Das Unternehmen hat seinen Sitz in Los Angeles, Kalifornien und beschäftigte 2022 zweihundert Mitarbeiter an mittlerweile sieben Standorten. Seit Dezember 2020 sind in Deutschland Kauf und Wartung an Standorten der Dörr Group möglich.

## Firma
Der Name „Singer Vehicle Design“ ist eine Hommage an den Porsche-Ingenieur Norbert Singer und würdigt Dickinsons frühere Karriere als Sänger.

## Fahrzeuge

Singer-Porsche

Rallye-Studie ACS, 2021

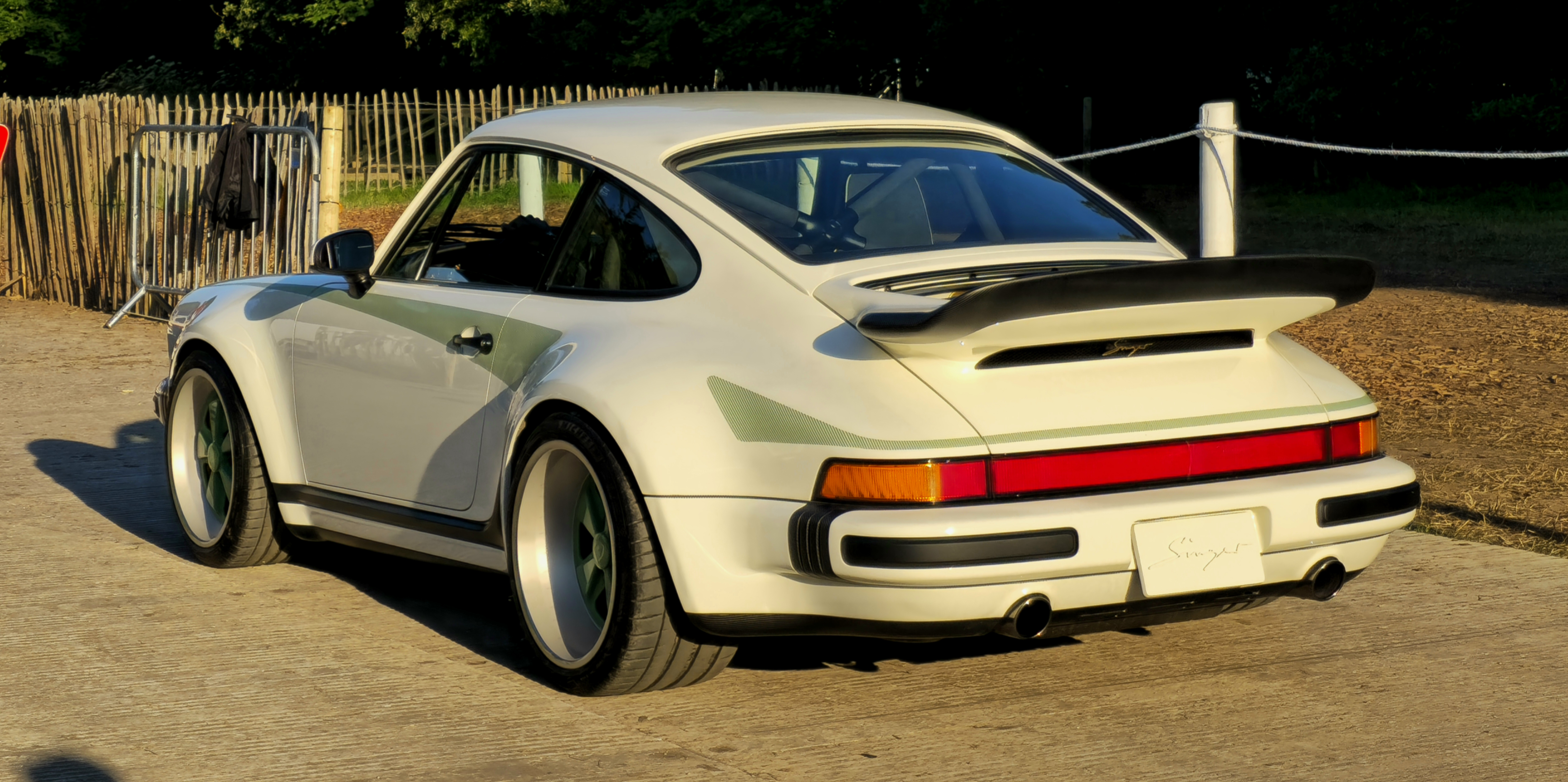
Studie DLS-Turbo, 2022

Wie bei Restomod-Fahrzeugen nicht selten, wird für die neu hergestellte Karosserie Kohlenstofffaserverstärkter Kunststoff („Carbon“) eingesetzt. Auch eine neue Elektronik und Carbon-Keramik-Bremsen werden verwendet. Das Fahrwerk enthält kaum noch Teile des ursprünglichen Spenderfahrzeugs, sondern unter anderem aus anderen Porsche-Modellen. Singer verwendet bislang im Grund die luftgekühlten Porsche-Boxermotoren; sie werden bei Cosworth aufgearbeitet.
2015 zeigte das Unternehmen seine 911-Targa-Version auf dem Goodwood Festival of Speed. Auch wenn sie wie die Coupé-Version äußerlich dem ersten Porsche 911 ähnlich ist, ist das Spenderfahrzeug ein Porsche 964 (1989–1994, 3. Generation des 911). Die 17-Zoll-Leichtmetallräder sind der Fuchs-Felge nachempfunden.
2021 stellte Singer eine Rallye-taugliche Version mit permanentem Allradantrieb vor (All-terrain Competition Study [ACS]). Dazu hatte er mit dem Porsche-Renn-Spezialisten Richard Tuthill zusammengearbeitet.
2022 präsentierte Singer eine Turbo-Studie (Dynamik- und Leichtbaustudie [DLS]-Turbo), wobei bei diesem wieder auf dem Porsche 964 basierenden Modell zwischen einer Renn- und einer Straßenversion gewählt werden kann. Im selben Jahr nahm Singer nach 450 Fahrzeugen seines ersten Modells Classic für diesen Typ keine Bestellungen mehr an. Von der Turbo-Version sind 25 Stück mit flacher Front und Klappscheinwerfern vorgesehen.
2025 wurde vom Porsche-964-basierten Singer-911 Carrera Coupé eine auf 100 Exemplare begrenzte Kleinserie aufgelegt. Bei diesem Modell wird ein von Singer mit Cosworth entwickelter wassergekühlter Zylinderkopf eingesetzt.